# Coralliophila pacei
Coralliophila pacei är en snäckart som beskrevs av Edward James Petuch 1987. Coralliophila pacei ingår i släktet Coralliophila och familjen Coralliophilidae. Inga underarter finns listade i Catalogue of Life.